# Delicious Collection
Delicious Collection（デリシャス・コレクション）は、テレビ朝日で2007年10月1日から2008年9月30日まで毎週月曜日から金曜日の20：54から放送されていた、グルメ番組、ミニ番組。

## 概要
食にまつわる格言や名言をもとに、それにちなんだ料理を紹介する。
ナレーションは川原亜矢子。

## その他
- この番組の後に「都のかほり」が入る。
- 同時ネット局はテレビ朝日だけだが、秋田朝日放送がネオバラエティ枠の次（平日24：10）に入れている。（行け!男鹿鹿男プロデューサーの放送がある日を除く）
- オープニングは2パターンある。
- テレビ朝日では日清食品の一社提供だった。